# UNESCO Global Geopark

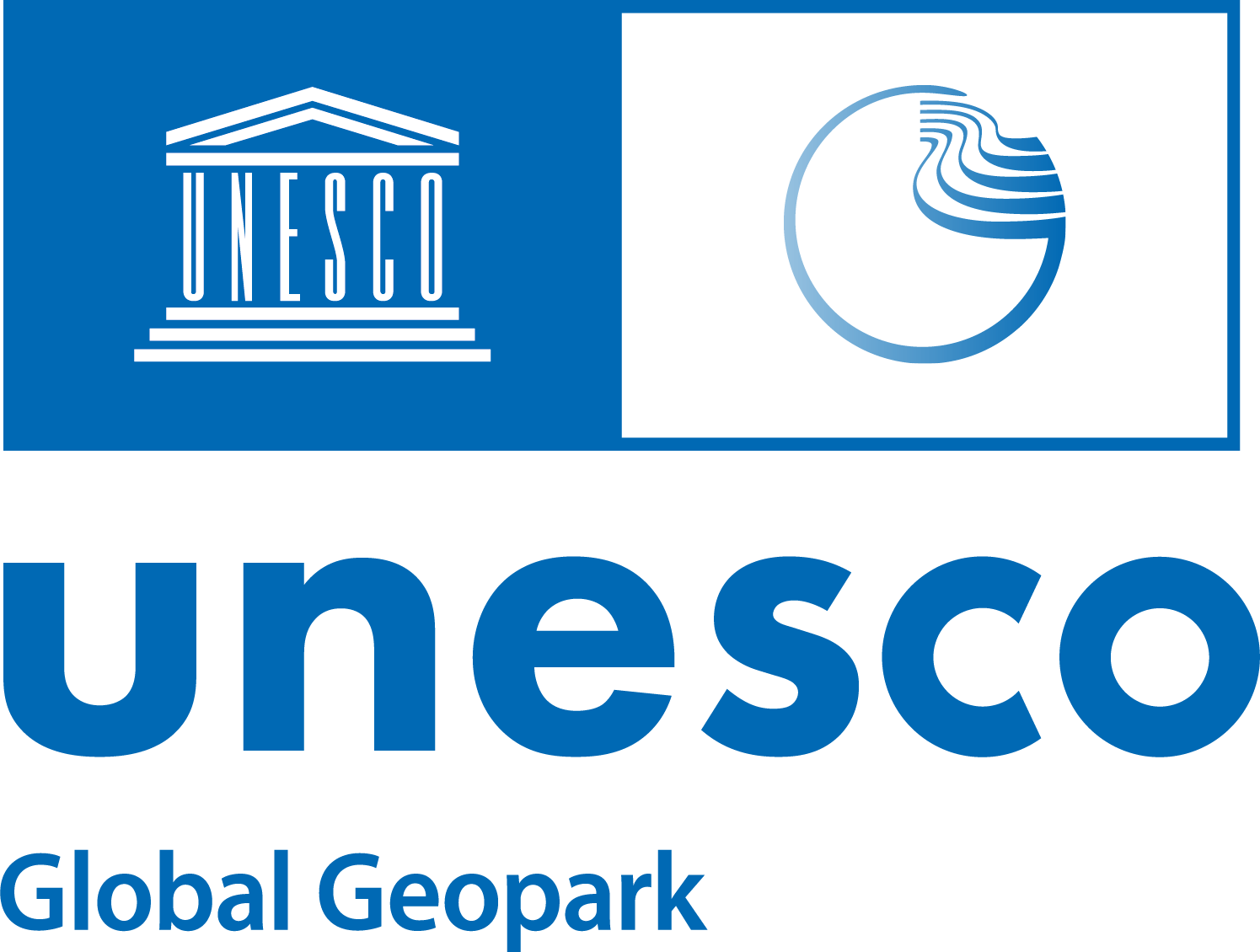
Logo

Ein UNESCO Global Geopark oder Globaler UNESCO-Geopark (französisch Réseau mondial des Géoparcs) ist eine Region oder Landschaft von internationaler geowissenschaftlicher Bedeutung nach Ansicht der UNESCO. Die Auszeichnung wurde 2015 geschaffen. UNESCO Global Geoparks sind somit nach den Welterbestätten und den Biosphärenreservaten die dritte Kategorie von Stätten des UNESCO-Kultur- und -Naturerbes.

## Bestand
Bis Mai 2025 wurden weltweit 229 Geoparks in 50 Staaten von der UNESCO als UNESCO Global Geopark zertifiziert und sind damit Mitglied im Global Geoparks Network.